# Who's Gonna Ride Your Wild Horses
Singles de U2
Even Better Than the Real Thing
(1992) Numb
(1993)
Pistes de Achtung Baby
Until the End of the World
(4) So Cruel
(6)
Who’s Gonna Ride Your Wild Horses est un single composé par les Irlandais de U2,, sorti en août 1992 et faisant partie de l'album Achtung Baby. C'est le cinquième et dernier 45 tours de cet opus. De genre Pop rock, il dure 5 min 16 s. Le thème du morceau est la jalousie sexuelle, alors qu'à l'origine, c'était plutôt, selon Bono, une chanson d'amour. La chanson a été reprise notamment par le groupe Garbage en 2011. Elle a été interprétée principalement lors de la première partie du Zoo TV Tour en 1992 et lors de l'Experience + Innocence Tour en 2018. Dans les charts, ses meilleurs classements sont en Italie 3e, Irlande 4e et au Canada 5e. 

## Classements
| Classement / Pays (1992) | Meilleure position |
| ------------------------ | ------------------ |
| Allemagne                | 48                 |
| Australie                | 9                  |
| Autriche                 | 20                 |
| Belgique                 | 32                 |
| États-Unis               | 35                 |
| Norvège                  | 10                 |
| Nouvelle-Zélande         | 13                 |
| Pays-Bas                 | 14                 |
| Royaume-Uni              | 14                 |
| Suède                    | 19                 |
| Suisse                   | 24                 |